# Aleksandr Litvinenko
Aleksandr Valterovitj Litvinenko (ryska: Александр Вальтерович Литвиненко), född 30 augusti 1962 i Voronezj, Sovjetunionen, död 23 november 2006 i London, Storbritannien, var en rysk före detta KGB-överste och före detta FSB-överstelöjtnant. 

## Karriär
Litvinenko tog examen från militärhögskolan i Vladikavkaz och värvades till KGB 1986. Hans främsta uppgifter där var att infiltrera den organiserade brottsligheten och utreda korruptionen.

## Regimkritiker
1998 framträdde han tillsammans med ett antal maskerade personer där de kritiserade FSB:s ledning som vid den tidpunkten var den nuvarande president Vladimir Putin. Han kallade FSB en "banditorganisation" som strävade efter att gagna sina chefers intressen och inte Rysslands intressen. Litvinenko fängslades kort därefter och belades sedan med reseförbud. Han lyckades dock, trots att han saknade pass, ta sig ut ur Ryssland till Turkiet 1999.
Han emigrerade 2000 till Storbritannien och sökte politisk asyl. Han blev en regimkritiker i exil och i boken Blowing up Russia från 2002 anklagade han och medförfattaren Yuri Felshtinsky den ryska säkerhetstjänsten för att under hösten 1999 ha sprängt ett antal hyreshus i Ryssland för att skjuta skulden på tjetjenska terrorister och därmed få en förevändning att inleda krigshandlingar mot Tjetjenien. Denna konspirationsteori bygger till största delen på att man den 23 september 1999 upptäckte några säckar med sprängmedel av en typ som använts av FSB i en källare till ett bostadshus i Rjazan, där en sprängning sålunda kunde undvikas. 
Han blev brittisk medborgare i oktober 2006. Litvinenko kritiserade Vladimir Putins regim, särskilt angående Tjetjenien. När Litvinenko förgiftades i London intresserade han sig för mordet på en annan obekväm kritiker av Vladimir Putins regim, journalisten Anna Politkovskaja. Från sin sjukbädd dikterade Litvinenko den 21 november ett uttalande som anklagade Vladimir Putin för förgiftningen.

## Förgiftning
Litvinenko avled den 23 november 2006 av strålsjuka efter förgiftning med polonium-210. Den 7 december 2006 blev han begravd på Highgate Cemetery. Det spekulerades i huruvida mordet beordrats av högt uppsatta inom det ryska styret. En brittisk utredning, ledd av domaren Robert Owen, slog i januari 2016 fast att mordet utfördes av de två ryska agenterna Andrej Lugovoj och Dimitrij Kovtun, troligtvis på uppdrag av säkerhetstjänsten FSB. Rapporten konstaterade vidare att mordet rimligtvis krävt ett godkännande från högsta ort. Anklagelserna ledde till diplomatiska spänningar mellan Storbritannien och Ryssland.